# Савс, Виктория
Виктория Савс (нем. Viktoria Savs; 27 июня 1899, Бад-Райхенхалль — 31 декабря 1979, Зальцбург) — одна из двух наиболее известных женщин среди австрийских фронтовиков Первой мировой войны. Она начала служить, скрыв свой пол, на фронте в Доломитовых Альпах. После тяжёлой травмы в мае 1917 года была госпитализирована. За свою храбрость Виктория Савс получила несколько наград. После войны стала знаменита как «героиня Тре-Чиме-ди-Лаваредо».

## Биография

### Ранние годы
Виктория Савс родилась в Австрийских Альпах. Её родители расстались, когда ей было пять лет. Она, будучи старшей из сестёр, осталась со своим отцом, мастером-сапожником, Питером. Как считали биографы, это обстоятельство оказало важное влияние на формирование характера девочки. Её детство прошло в Арко, к северу от озера Гарда. Незадолго до Первой мировой войны Виктория с отцом переехали в Обермаис под Мерано.

### Во время Первой мировой войны
В 1914 году отца Виктории призвали в армию и отправили воевать против России в Галицию. После серьёзной травмы он вернулся домой, а после выздоровления присоединился в качестве добровольца к Ландштурму.
В это время 16-летняя Виктория Савс, которая больше не хотела расставаться с отцом, обманула призывную комиссию и смогла записаться в июне 1915 года в стрелковый батальон «Merano I». В этом батальоне, который находился с 21 мая 1915 года на плато Лавароне (к юго-востоку от Тренто), она трудилась во вспомогательных службах под именем «Виктор Савс».
8 декабря 1916 года Виктория добилась от командующего армией эрцгерцога Евгения разрешения служить настоящим добровольцем с оружием в руках. Она перевелась в батальон Innsbruck II, в котором уже служил её отец. Виктория также получила секретное разрешение отправиться воевать на передовую.

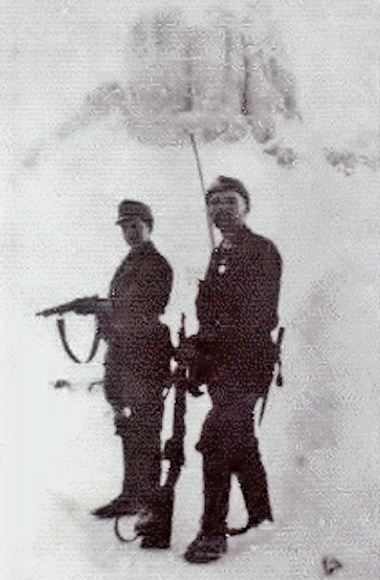
Виктория Савс с отцом на фронте

За исключением нескольких офицеров, никто не знал, что солдат Виктор Савс — женщина. На переднем крае она проявила себя с лучшей стороны. Никто не умел так справляться с вьючными животными и быстро в качестве курьера передвигаться на лыжах.
1 декабря 1916 года она была назначена младшим командиром и в качестве санитара вскоре приняла участие в боевых действиях на передней у Трёхзубчатого плато (Тре-Чиме-ди-Лаваредо). Во время нападения на итальянские позиции 11 апреля 1917 года, она в одиночку и под сильным артиллерийским огнём противника привела группу из 20 захваченных в плен итальянцев к австрийской линии обороны. За храбрость и образцовое командование Виктория получила несколько наград. В том числе бронзовую медаль «За отвагу», Войсковой крест Карла и большую серебряную медаль «За отвагу».
27 мая 1917 года Виктория была серьёзно ранена. После взрыва гранаты на неё упал тяжёлый камень, что привело к перелому правой ноги. Травма оказалась очень опасной и ей ампутировали ногу ниже колена. С той поры все знали, что солдат Виктор Савс — девушка.
Виктория больше не могла сражаться и начала работать в австрийском отделении Красного Креста. Вскоре её наградили «Серебряным Крестом за заслуги».

### После Первой мировой войны
После войны Виктория поселилась в Халль-ин-Тироль, а затем переехала в Зальцбург.
До 1950-х годов Виктория Савс участвовала в собраниях ветеранов. В 1930-х годах она была очень активным членом ветеранских организаций и даже вступила в НСДАП. Как позднее поясняла сама Виктория, она сделала это ради повышенной пенсии.
Виктория Савс умерла 31 декабря 1979 года в возрасте 80 лет в Зальцбурге. Она была похоронена со всеми её наградами на Зальцбургском городском кладбище.